# Angle Township (Minnesota)
Pour les articles homonymes, voir Angle (homonymie).

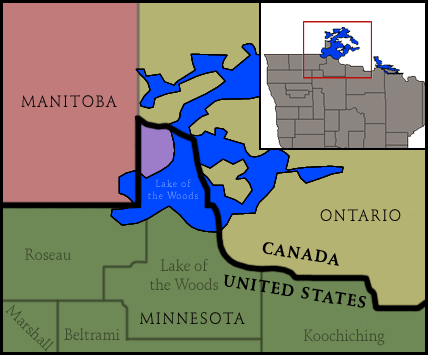
Angle Township, Minnesota (la partie colorée en pourpre) située dans le Minnesota Northwest Angle.

Angle Township est un township située dans l'Angle nord-ouest, au bord du lac des Bois dans le comté de Woods au  Minnesota (États-Unis). Sa population était de 152 habitants au recensement de 2000. Il constitue le lieu de peuplement situé le plus au nord du Minnesota et des États contigus du pays.

## Géographie
Selon le Bureau du recensement des États-Unis, le village s'étend sur un total de 596,3 milles carrés (1 544,5 km2), 318,8 km2 de terre et 1 225,7 km2 (79,63 %) d'eau.

## Démographie
Le recensement de 2000 comptait 152 habitants, pour 71 foyers, dont 48 familles résidants au village.  La densité de population est de 0,5 au km².  Il y avait 272 maisons (dont 201 étaient inoccupées), pour une moyenne de 0,9/km². 100 % des résidents était de race blanche, à l'exception d'un Hispanique ou Latino.
Sur les 71 foyers, 14,1 % comportaient des enfants de moins de 18 ans, 63,4 % étaient habités par des familles mariées, et 1,4 % par des femmes élevant seules leurs familles. 23,9 % des habitations étaient habitées par une seule personne et 5,6 % par des personnes de 65 ans et plus. La composition moyenne d'un foyer était de 2,14 personnes.